# Conus wittingi
Conus wittingi é uma espécie de gastrópode do gênero Conus, pertencente a família Conidae.